# Steve Kerrigan
Stephen "Steve" Kerrigan là một nhà điều hành chính trị người Mỹ, từng là ứng cử viên Dân chủ cho Phó Thống đốc Massachusetts trong cuộc bầu cử năm 2014. Từ 2003 đến 2007, Kerrigan từng là Tham mưu trưởng cho Tổng chưởng lý Massachusetts Thomas Reilly, và từ năm 2009 đến 2012, Giám đốc điều hành của Hội nghị Quốc gia Dân chủ. Kerrigan cũng là Chủ tịch Ủy ban Nhậm chức Tổng thống 2013.

## Tuổi thơ và giáo dục
Kerrigan sinh ra và lớn lên ở Lancaster, Massachusetts. Cha ông làm nhân viên phụ trách cho Công ty Điện lực Massachusetts và mẹ ông là thư ký của Trường tiểu học Mary Rowlandson.
Kerrigan tốt nghiệp năm 1989 tại Trường Trung học St. John ở Shrewsbury, Massachusetts và tiếp tục lấy bằng cử nhân tại Đại học Maryland năm 1993.

## Đời tư
Kerrigan hiện đang sống ở quê nhà 
Lancaster của ông cùng với chồng, Jacob Watts.